# Jaba Lipartia
Jaba Lipartia (in georgiano ჯაბა ლიფართია?; Tbilisi, 16 novembre 1987) è un ex calciatore georgiano, di ruolo centrocampista.